# Giuseppe Tucci

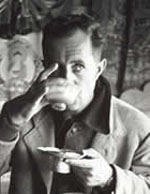
Giuseppe Tucci drinkt boterthee in Tibet

Giuseppe Tucci (Macerata, 5 juni 1894 – San Polo dei Cavalieri, 5 april 1984) was een Italiaans oriëntalist met als specialisatie Tibet en de geschiedenis van het boeddhisme.

## Studie en loopbaan
Voordat Tucci aantrad aan de universiteit, beheerste hij al Hebreeuws, Sanskriet en Mandarijn. Verder werd hij vloeiend in enkele Europese talen, Bengaals, Pali, Prakrit en Tibetaans. Op een leeftijd van zeventien jaar, in 1911, publiceerde hij een collectie van Latijnse epigraven in het prestigieuze Review of the Germanic Archaeological Institute. Hij voltooide zijn studie aan de Sapienza-universiteit in Rome in 1919, waar zijn studie verschillende malen onderbroken werd als gevolg van de Eerste Wereldoorlog.
Na zijn studie reisde hij naar india en streek enkele jaren neer aan de Visva-Bharati-universiteit in West-Bengalen, opgericht door winnaar van de Nobelprijs voor de Literatuur, Rabindranath Tagore. Hier studeerde hij boeddhisme, Tibetaans en Bengaals en onderwees hij Italiaans en Chinees. Hij studeerde en onderwees eveneens aan de universiteiten van Dhaka, Benares en Calcutta. In 1931 keerde hij terug naar Italië.
Tucci onderwees van Iraanse religie tot Chinese filosofie. Hij werkte voornamelijk aan de Sapienza-universiteit in Rome, maar bezocht als professor ook andere instituten in Europa en Azië. In 1931 vestigde hij de leerstoel Chinese taal en literatuur aan het Orientaals Instituut (Istituto Universitario Orientale) van de Universiteit van Napels. In 1933 richtte hij samen met de filosoof Giovanni Gentile het Italiaans Instituut voor het Midden- en Verre Oosten (Istituto italiano per il Medio ed Estremo Oriente) op in Rome.
Hij organiseerde verschillende archeologische pioniersopgravingen door geheel Azié, zoals in Swat in Pakistan, Ghazni in Afghanistan, Persepolis in Iran en in de Himalaya. Hij bevorderde het Museo Nazionale d'Arte Orientale in Rome en in 1978 ontving hij de Jawaharlal Nehru Award van de Indiase regering. Hij schreef meer dan 360 boeken en artikelen.